# Herbert Kawan
Ernst Herbert Kawan (* 26. Mai 1903 in Dresden; † 12. November 1969 in Berlin-Schmargendorf) war ein deutscher Komponist und  Dirigent.

## Leben und Wirken
Im Alter von 18 Jahren legte Kawan erste eigene Kompositionen im Konzertbereich vor. Er studierte an der Dresdner Musikhochschule und schlug anschließend eine Laufbahn als Dirigent ein. Er erhielt ein Engagement am Metropoltheater Berlin, wo er erste Bearbeitungen von Operetten vornahm. In Zusammenarbeit mit Peter Bejach als Librettisten entstanden mehrere Operetten: „Treffpunkt Herz“ (1951), „Ferien am Schneeberg“ (1953) und „Jedes Jahr im Mai“ (1954), die am Metropoltheater uraufgeführt wurden und in den 1950er Jahren  beliebt waren. Er komponierte Operetten, Filmmusik und musikdramatische Stücke.

## Opern
- Plautus im Nonnenkloster. (Text: Max Butting), 1961.

## Operetten (Auswahl) und Werke des Heiteren Musiktheaters (DDR)
- Treffpunkt Herz. (Text: Peter Bejach), 1951.
- Ferien am Schneeberg. (Text: Peter Bejach), 1953.
- Jedes Jahr im Mai. (Text: Peter Bejach), 1954.
- Sterne, Geld und Vagabunden, Musik unter Verwendung italienischer Volksmelodien. Operette in 2 Akten (Text: Erich Geiger), Dresden 1957.
- Die Abenteure der Mona Lisa. (Text: Andreas Bauer), 1960.
- Treffpunkt Herz. (Text: Peter Bejach), 1951.
- Sensation in London. (Text: Andreas Bauer) – Uraufführung: 13. Dezember 1957, Volkstheater Rostock

## Musical (Heiteres Musiktheater der DDR)
- Bei Mirandolina. (Text: Erich Geiger), 1962.